# Gelasma lychnopasta
Gelasma lychnopasta là một loài bướm đêm trong họ Geometridae.